# Josuha Guilavogui
Josuha Guilavogui (Ollioules, 19 september 1990) is een Frans-Guinees voetballer die bij voorkeur als defensieve middenvelder speelt. Hij tekende in oktober 2024 bij Leeds United. Guilavogui debuteerde in 2013 in het Frans voetbalelftal.

## Clubcarrière
Guilavogui speelde in zijn jeugd bij La Marine Toulon, Sporting Toulon Var en Saint-Étienne. Hij maakte zijn debuut in het betaald voetbal voor Saint-Étienne op 3 januari 2009 als invaller in een wedstrijd in het toernooi om de Coupe de France tegen Girondins de Bordeaux. Hij speelde in totaal 96 competitiewedstrijden voor Les Verts, waarin hij zes keer scoorde.
Guilavogui tekende in september 2013 een vijfjarig contract bij Atlético Madrid, dat circa tien miljoen euro voor hem betaalde aan Saint-Étienne. . Hier speelde hij in zijn eerste seizoen één competitiewedstrijd, vier keer in de UEFA Champions League en twee keer in de Copa del Rey. De Spaanse club verhuurde hem in augustus 2014 voor twee seizoenen aan VfL Wolfsburg. Guilavogui won in mei 2015 met Wolfsburg de DFB-Pokal door in de finale Borussia Dortmund met 1–3 te verslaan. Hij verving een kwartier voor tijd de Kroaat Ivan Perišić, die voor het derde doelpunt van Bas Dost de assist had gegeven.
Guilavogui tekende in mei 2016 een contract tot medio 2019 bij VfL Wolfsburg. Dat nam hem daarmee na twee jaar huur definitief over van Atlético Madrid.
Guilavogui werd in januari 2022 voor de rest van het seizoen verhuurd aan Girondins de Bordeaux.
In september 2023 maakte Guilavogui de overstap naar Mainz 05.
In oktober 2024 tekende Guilavogui transfervrij de overstap naar Leeds United.

## Clubstatistieken
| Seizoen | Club               | Competitie       | Competitie | Competitie | Beker | Beker | Europees | Europees | Totaal | Totaal |
| Seizoen | Club               | Competitie       | Wed.       | Dlp.       | Wed.  | Dlp.  | Wed.     | Dlp.     | Wed.   | Dlp.   |
| ------- | ------------------ | ---------------- | ---------- | ---------- | ----- | ----- | -------- | -------- | ------ | ------ |
| 2009/10 | AS Saint-Étienne   | Ligue 1          | 2          | 0          | 1     | 0     | —        | —        | 3      | 0      |
| 2010/11 | AS Saint-Étienne   | Ligue 1          | 22         | 1          | 2     | 0     | —        | —        | 24     | 1      |
| 2011/12 | AS Saint-Étienne   | Ligue 1          | 32         | 2          | 2     | 1     | —        | —        | 34     | 3      |
| 2012/13 | AS Saint-Étienne   | Ligue 1          | 38         | 3          | 7     | 2     | —        | —        | 45     | 5      |
| 2013/14 | AS Saint-Étienne   | Ligue 1          | 2          | 0          | 0     | 0     | 4        | 0        | 6      | 0      |
| 2013/14 | Atlético Madrid    | Primera División | 1          | 0          | 4     | 0     | 2        | 0        | 7      | 0      |
| 2013/14 | → AS Saint-Étienne | Ligue 1          | 7          | 0          | 0     | 0     | —        | —        | 7      | 0      |
| 2014/15 | → VfL Wolfsburg    | Bundesliga       | 27         | 1          | 5     | 0     | 10       | 1        | 42     | 2      |
| 2015/16 | → VfL Wolfsburg    | Bundesliga       | 30         | 2          | 3     | 0     | 9        | 0        | 42     | 2      |
| 2016/17 | VfL Wolfsburg      | Bundesliga       | 21         | 0          | 0     | 0     | —        | —        | 21     | 0      |
| 2017/18 | VfL Wolfsburg      | Bundesliga       | 31         | 3          | 4     | 0     | —        | —        | 35     | 3      |
| 2018/19 | VfL Wolfsburg      | Bundesliga       | 19         | 2          | 1     | 0     | —        | —        | 20     | 2      |
| 2019/20 | VfL Wolfsburg      | Bundesliga       | 25         | 0          | 1     | 0     | 6        | 0        | 32     | 0      |
| 2020/21 | VfL Wolfsburg      | Bundesliga       | 20         | 0          | 3     | 1     | 3        | 1        | 26     | 2      |
| 2021/22 | VfL Wolfsburg      | Bundesliga       | 15         | 0          | 1     | 0     | 5        | 0        | 21     | 0      |
| 2021/22 | → Girond. Bordeaux | Ligue 1          | 15         | 1          | 0     | 0     | —        | —        | 15     | 1      |
| 2022/23 | VfL Wolfsburg      | Bundesliga       | 23         | 1          | 3     | 0     | —        | —        | 26     | 1      |
| 2023/24 | FSV Mainz 05       | Bundesliga       | 11         | 0          | 1     | 0     | —        | —        | 12     | 0      |
| 2024/25 | Leeds United       | Championship     | 15         | 0          | 2     | 0     | —        | —        | 17     | 0      |
| Totaal  | Totaal             | Totaal           | 345        | 17         | 39    | 4     | 39       | 2        | 423    | 22     |

## Interlandcarrière
Guilavogui speelde in diverse Franse jeugdelftallen. Hij debuteerde op 5 juni 2013 in het Frans voetbalelftal in een oefeninterland tegen Uruguay. Vier dagen later speelde hij ook mee in een oefeninterland tegen Brazilië.
| Interlands van Josuha Guilavogui voor Frankrijk | Interlands van Josuha Guilavogui voor Frankrijk | Interlands van Josuha Guilavogui voor Frankrijk | Interlands van Josuha Guilavogui voor Frankrijk | Interlands van Josuha Guilavogui voor Frankrijk | Interlands van Josuha Guilavogui voor Frankrijk | Interlands van Josuha Guilavogui voor Frankrijk |
| Nr.                                             | Datum                                           | Wedstrijd                                       | Uitslag                                         | Soort wedstrijd                                 | Doelpunten                                      | Assists                                         |
| Als speler bij AS Saint-Étienne                 | Als speler bij AS Saint-Étienne                 | Als speler bij AS Saint-Étienne                 | Als speler bij AS Saint-Étienne                 | Als speler bij AS Saint-Étienne                 | Als speler bij AS Saint-Étienne                 | Als speler bij AS Saint-Étienne                 |
| ----------------------------------------------- | ----------------------------------------------- | ----------------------------------------------- | ----------------------------------------------- | ----------------------------------------------- | ----------------------------------------------- | ----------------------------------------------- |
| 1.                                              | 5 juni 2013                                     | Uruguay – Frankrijk                             | 1 – 0                                           | Vriendschappelijk                               | 0                                               | 0                                               |
| 2.                                              | 9 juni 2013                                     | Brazilië – Frankrijk                            | 3 – 0                                           | Vriendschappelijk                               | 0                                               | 0                                               |
| 3.                                              | 14 augustus 2013                                | België – Frankrijk                              | 0 – 0                                           | Vriendschappelijk                               | 0                                               | 0                                               |
| Als speler bij Atlético Madrid                  |                                                 |                                                 |                                                 |                                                 |                                                 |                                                 |
| 4.                                              | 6 september 2013                                | Georgië – Frankrijk                             | 0 – 0                                           | Kwalificatie WK 2014                            | 0                                               | 0                                               |
| 5.                                              | 10 september 2013                               | Wit-Rusland – Frankrijk                         | 2 – 4                                           | Kwalificatie WK 2014                            | 0                                               | 0                                               |
| Als speler bij VfL Wolfsburg                    |                                                 |                                                 |                                                 |                                                 |                                                 |                                                 |
| 6.                                              | 18 november 2014                                | Frankrijk – Zweden                              | 1 – 0                                           | Vriendschappelijk                               | 0                                               | 0                                               |
| 7.                                              | 29 maart 2015                                   | Frankrijk – Denemarken                          | 2 – 0                                           | Vriendschappelijk                               | 0                                               | 0                                               |

Bijgewerkt op 9 maart 2016.

## Erelijst
| Competitie        |                  |                  |                  |                  |
| Competitie        | Aantal           | Jaren            |                  |                  |
| AS Saint-Étienne  | AS Saint-Étienne | AS Saint-Étienne | AS Saint-Étienne | AS Saint-Étienne |
| ----------------- | ---------------- | ---------------- | ---------------- | ---------------- |
| Coupe de la Ligue | 1x               | 2012/13          |                  |                  |
| VfL Wolfsburg     |                  |                  |                  |                  |
| DFB Pokal         | 1x               | 2014/15          |                  |                  |
| DFL-Supercup      | 1x               | 2015             |                  |                  |

1 Meslier ·
2 Bogle ·
3 Firpo ·
4 Ampadu  ·
5 Struijk ·
6 Rodon ·
7 James ·
8 Rothwell ·
9 Bamford ·
10 Piroe ·
11 Aaronson ·
14 Solomon ·
17 Ramazani ·
19 Joseph ·
21 Cairns ·
22 Tanaka ·
23 Guilavogui ·
25 Byram ·
26 Darlow ·
29 Gnonto ·
30 Gelhardt ·
33 Schmidt ·
37 Debayo ·
39 Wöber ·
42 Chambers ·
44 Groejev ·
50 Crew ·
Coach: Farke